# Salazie
Salazie ist eine französische Gemeinde mit 7333 Einwohnern (Stand 1. Januar 2022) im Übersee-Département Réunion.

## Geografie
Salazie liegt im Zentrum der Insel Réunion. Die Nachbargemeinden von Salazie sind im Norden Sainte-Marie, im Nordosten Sainte-Suzanne und Saint-André, im Osten Bras-Panon, im Südosten Saint-Benoît, im Südwesten Cilaos und Saint-Paul (Berührungspunkt), im Westen La Possession und im Nordwesten Saint-Denis.
Das zur Gemeinde gehörende Dorf Hell-Bourg zählt zu den schönsten Dörfern Frankreichs.
Im Gemeindegebiet befindet sich auch der Wasserfall Voile de la Mariée.

## Geschichte
1899 wurde Salazie zur französischen Gemeinde. Früher war es ein Zufluchtsort für ehemalige Sklaven, vor allem der sich in der Gemeinde erhebende Berg Piton d’Anchaing war als Zufluchtsort bekannt. 
1941 sprengte der örtliche Pfarrer das Kriegerdenkmal L’Âme de la France, da er die nackten Brüste der Statue als unangemessen für das Gefallenengedenken empfand. 

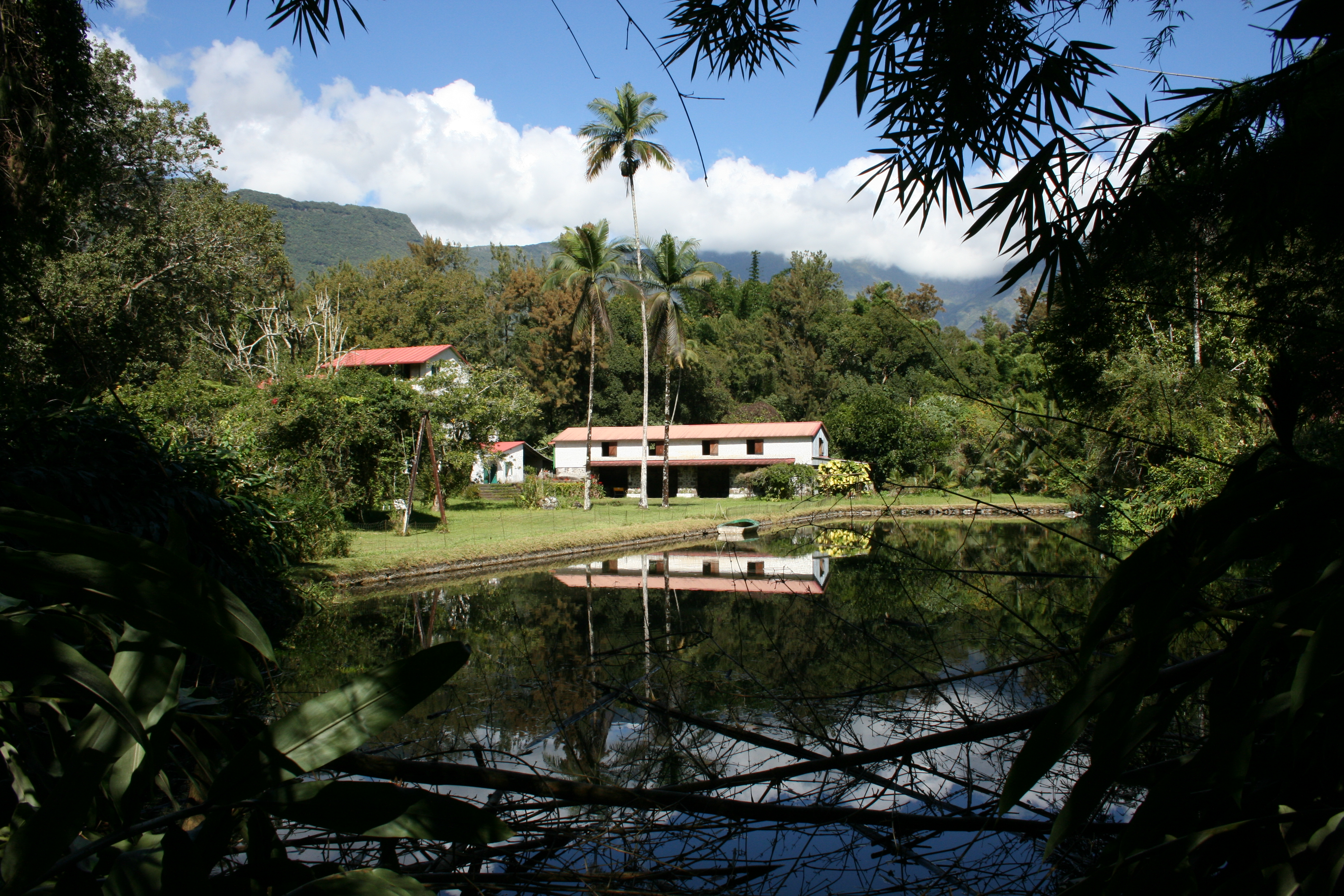
Mare-à-Citrons
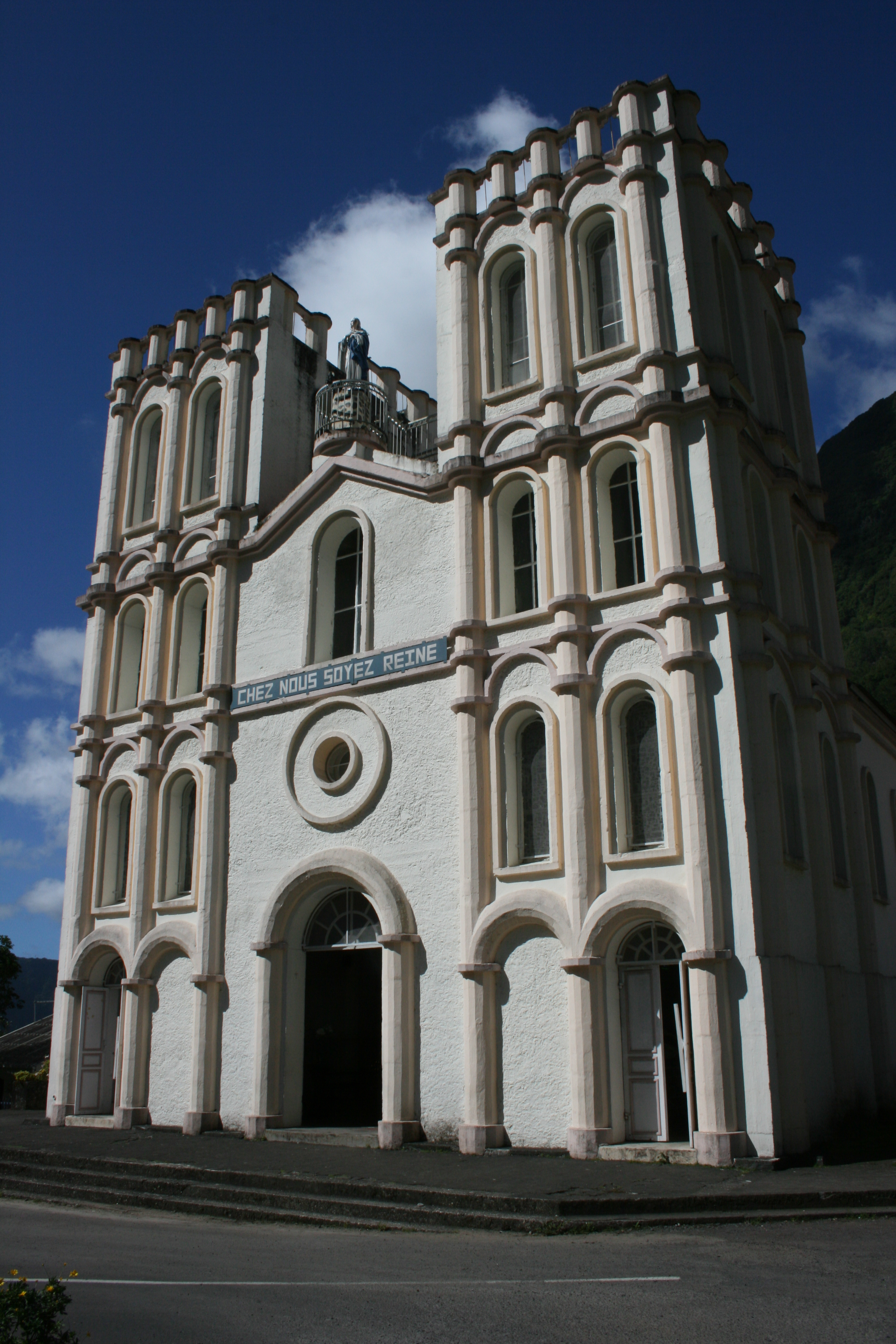
Kirche von Salazie
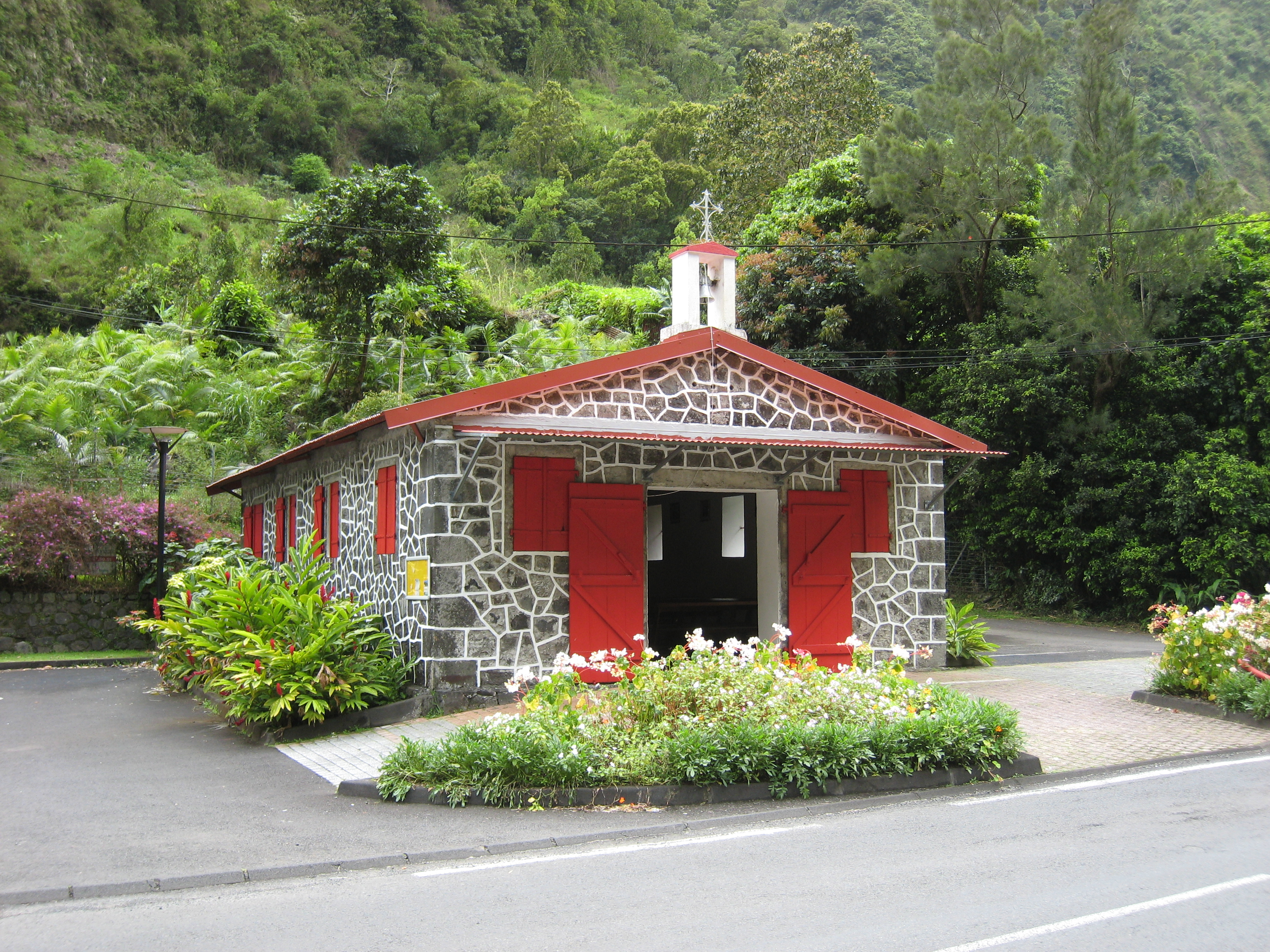
Kapelle Pont de l’Escalier
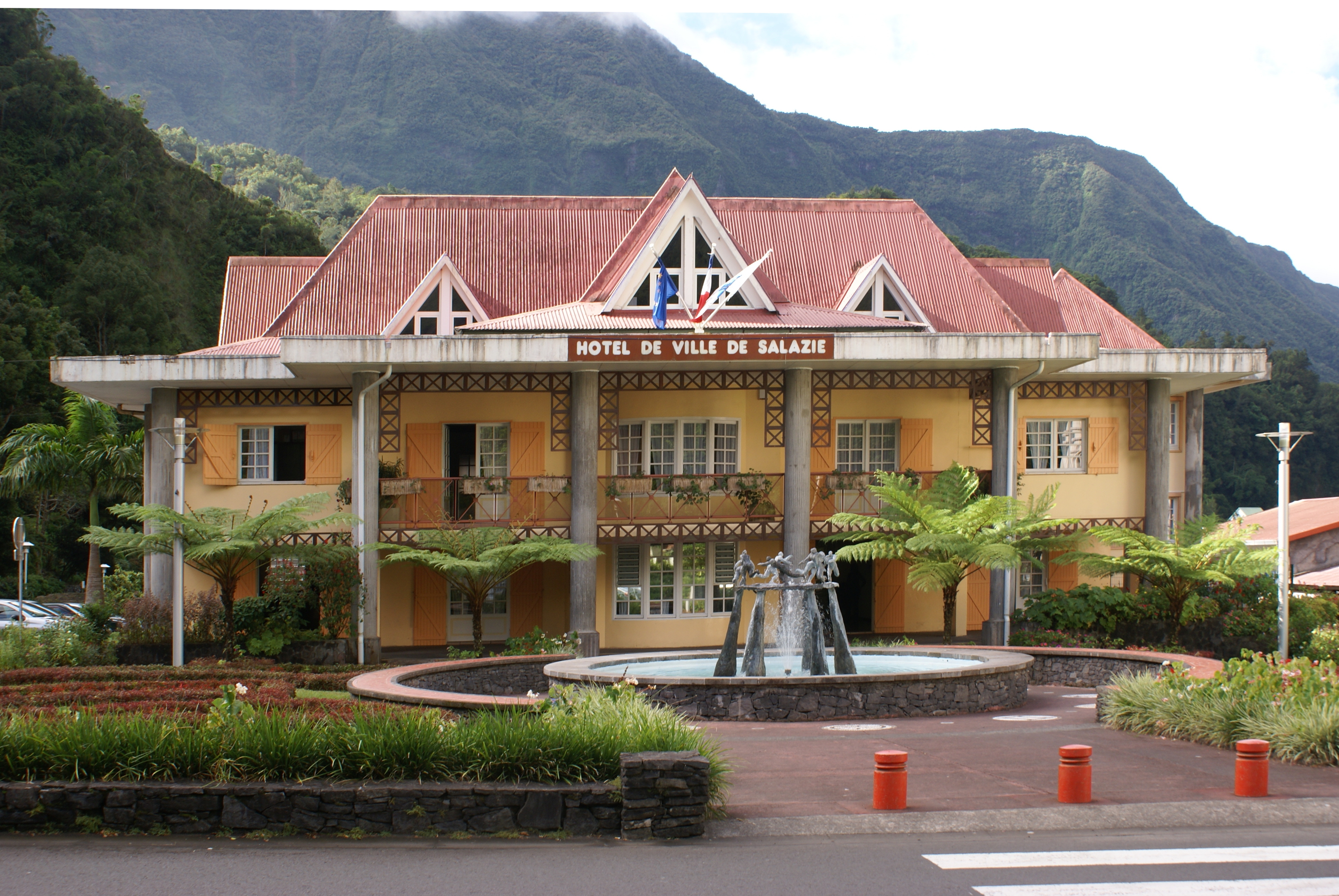
Rathaus von Salazie

## Einrichtungen
Die Gemeindebibliothek Salazie befindet sich in der Ortschaft Hell-Bourg.